# إتش سي ماكنيل
إتش سي ماكنيل (بالإنجليزية: H. C. McNeile)‏ (و. 1888 – 1937 م) هو كاتب، ومهندس، وروائي، وكاتب سيناريو، وعسكري، وكاتب مسرحي من المملكة المتحدة، والمملكة المتحدة لبريطانيا العظمى وأيرلندا، ولد في Bodmin ‏، توفي في West Chiltington ‏، عن عمر يناهز 49 عاماً ، بسبب سرطان الحنجرة.

## التعليم
تعلم في الأكاديمية العسكرية الملكية، وتعلم في Cheltenham College ‏
.

## الخدمة العسكرية
خدم في الجيش البريطاني.

## جوائز
حصل على جوائز منها:
وسام الصليب العسكري البريطاني

## وصلات خارجية
- إتش سي ماكنيل في قاعدة بيانات الأفلام على الإنترنت
- إتش سي ماكنيل  على موقع أول موفي